# Ingerenza elettorale straniera

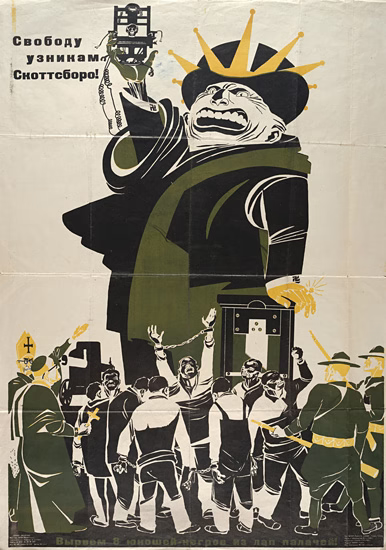
Poster del 1932 di Dmitrij Moor riguardo ai Scottsboro Boys.

Un'ingerenza elettorale straniera si ha quando il governo o le autorità di una nazione tentano - segretamente o apertamente - di influire sulle elezioni di un altro paese.

## Descrizione
Lo studio delle ingerenze elettorali straniere, sebbene le stesse si verifichino da secoli, è diventato abbastanza approfondito solo nel XXI secolo, con la diffusione dell'informatica di massa prima e dei social network poi.
Alcuni studi si sono focalizzati sulle due superpotenze della guerra fredda per giungere alla conclusione che congiuntamente abbiano influito nel secondo '900 in quasi 1 elezione su 9 su oltre 140 paesi esaminati, mentre altri (prevalentemente del mondo accademico del Nord Europa) sostengono che solo Cina e Russia stiano conducendo attacchi sistemici contro nazioni vicine. Vi sono opinioni contrastanti se l'ingerenza straniera a favore di una delle parti in lotta porti ad un aumento dei voti o meno.
I metodi di intervento straniero delineati negli studi di settore sono essenzialmente di due tipi: l'intervento a favore di uno specifico schieramento oppure l'intervento direttamente sul processo elettorale di per sé.